# وزارت ترانسپورت افغانستان
وزارت ترانسپورت یکی از وزارتخانه‌های افغانستان است که وظیفهٔ تنظیم ترانسپورت هوایی و زمینی، عملیات در میدان‌های هوایی، خطوط بین‌المللی و سایر تصدی‌های دولتی را در معاملات ترانسپورتی ذیدخل بر عهده دارد. در سال ۱۳۹۷خ، به فرمان رئیس‌جمهور افغانستان محمد اشرف غنی با وزارت فوائد عامه، ادارات هوانوردی ملکی، خط‌آهن و ریاست ترافیک وزارت امور داخله ادغام و وزارت ترانسپورت ایجاد شد.

## فعالیت‌ها
هم‌اکنون تمرکز اصلی روی تقویت توانایی‌های تنظیم‌کننده و نظارتی و بهبود زیربنای ترانسپورت افغانستان می‌باشد.
از آنجائیکه انکشاف بخش ترانسپورت در بهبود رفاه مردم عادی از اهمیت ویژه‌ای برخوردار بوده همچنان تأثیرات مثبت در اقتصاد افغانستان دارد. از همه مهم‌تر رشد اقتصاد متوازن را در سرتاسر کشور بهبود بخشیده همچنان تسهیل روند تجارت، افزایش عواید دولت، ایجاد فرصت برای سرمایه‌گذاری شخصی، بهبود مصونیت، امنیت، اعتبار و مؤثریت ترانسپورت هوایی را فراهم می‌سازد.

## هوانوردی
سکتور هوانوردی ملکی نقطهٔ عطف تلاش‌های بازسازی در افغانستان است. وزیر ترانسپورت و هوانوردی ملکی در همکاری با مراجع ذیل کار می‌کند: همکاران بین‌المللی و دونرها برای احیای مجدد، تنظیم و ادارهٔ میادین هوایی افغان.
این پروسه به واگذاری صلاحیت و مسئولیت میادین هوایی از نیروهای حافظ صلح بین‌المللی به دولت افغانستان، وزارت ترانسپورت و هوانوردی ملکی می‌انجامد.

## ترانسپورت جاده
وزارت ترانسپورت در برابر استراتژی و برنامه‌ریزی هوایی، جاده و خط‌ آهن ترانسپورتی مسئول است.
مسئولیت‌های ترانسپورت جاده میان وزارت‌های ترانسپورت و هوانوردی ملکی، فوائد عامه و وزارت امور داخله تقسیم شده‌است. وظایف که توسط وزارت ترانسپورت و هوانوردی ملکی در عرصهٔ ترانسپورت جاده انجام می‌گردد شامل موارد ذیل می‌گردد:
- خدمات ترانسپورتی، شامل خدمات انتقال از سرک و فعالیت‌های ترانسپورتی توسط بس می‌گردد؛
- قوانین ترانسپورتی که توسط سکتور خصوصی دیپارتمنت وزارت ترانسپورت و هوانوردی ملکی انجام می‌آید.[۶]

## راه‌آهن
در حال حاضر در افغانستان خط آهن فعال وجود ندارد اما طرح ساخت آن در آینده وجود دارد. ایجاد خط‌ آهن یک ابتکار مهم به دلایل مختلف است. خط‌ آهن می‌تواند برای اقتصاد افغانستان مفید واقع شود، به دلیل اینکه خط‌ آهن باعث رشد تجارت می‌گردد و فرصت‌های کاری را فراهم می‌سازد. و همچنان اثر مثبتی بالای روابط با کشورهای همسایه در منطقه دارد.